# 시무 28조
시무 28조(時務二十八條)는 고려 초 문신 최승로(崔承老)가 6대 임금 성종에게 건의한 28조의 시무책(時務策)이다.
성종이 경관 5품 이상으로 하여금 각기 시정의 득실을 논해 봉사를 올리도록 하자, 최승로는 이에 정치 이상을 펴 시무책을 올렸다. 그 취지는 태조의 정치를 이상으로 하고, 광종의 왕권 강화책을 반성하여 새로운 고려 사회를 만드는 데 있었다. 또, 유교 사상이 중심이 되어 임금은 백성들을 위한 정치를 해야하고, 스스로 모범을 보여야 한다는 등의 내용이 있다. 현재 전해져 오는 조항은 22개이다.

## 내용
28조 중 22조가 전하는 데 내용은 다음과 같다.
| 부문          | 조목 | 내용                     |
| ------------- | --- | ------------------------ |
| 국방 관계     | 1 | 국방비를 절감해야 할 것. |
| 불교 관계     | |                          |
| 2             | 공덕재를 왕이 직접 베풀지 말 것.                                                                                        |                          |
| 6             | 사찰의 고리대업을 금지할 것.                                                                                            |                          |
| 8             | 승려 여철을 궁궐에서 내보낼 것.                                                                                         |                          |
| 10            | 승려가 역관에 유숙하는 것을 금지할 것.                                                                                  |                          |
| 16            | 사찰을 마구 짓지 못하게 할 것.                                                                                          |                          |
| 18            | 불상에 금·은을 입히지 못하게 할 것.                                                                                     |                          |
| 20            | 불교는 몸을 닦는 근본이고, 유교는 나라를 다스리는 근원이므로 불교의식인 공덕과 유교 통치 행위인 정사를 균형 있게 할 것. |                          |
| 사회 문제     | |                          |
| 4             | 관리를 공정히 선발한다.                                                                                                 |                          |
| 7             | 지방관을 파견할 것. |                          |
| 9             | 신분에 맞추어 복식을 입게 할 것.                                                                                        |                          |
| 12            | 섬사람들의 공역을 줄여 줄 것.                                                                                           |                          |
| 15            | 궁궐에서 일하는 노비 수를 줄일 것.                                                                                      |                          |
| 17            | 신분에 따라 가옥의 규모를 맞추게 할 것.                                                                                 |                          |
| 19            | 삼한 공신의 자손에게 벼슬을 줄 것.                                                                                      |                          |
| 22            | 노비의 신분을 엄격히 규제해서 미천한 자가 윗사람을 욕하지 않게 할 것.                                                   |                          |
| 왕실 관계     | |                          |
| 3             | 왕실을 호위하는 군졸 수를 줄일 것.                                                                                      |                          |
| 14            | 왕은 신하를 예로써 대우할 것.                                                                                           |                          |
| 중국 관계     | |                          |
| 5             | 중국과의 사사로운 무역을 금지할 것.                                                                                     |                          |
| 11            | 예악(禮樂)을 비롯한 유교 도리는 중국 문물을 본받더라도 의복 등은 우리(고려) 풍속에 따를 것.                             |                          |
| 토착신앙 관계 | |                          |
| 13            | 연등회·팔관회의 규모를 줄이고, 의식에 사용하는 인형을 만들지 못하게 할 것.                                              |                          |
| 21            | 음사(淫祀)를 제한할 것.                                                                                                 |                          |

## 같이 보기
- 최승로